# Quenyas grammatik
Huvudartikel: Quenya

## Inledning
Vår kunskap om Quenyas grammatik bygger på studier av de texter som J.R.R. Tolkien skrev under sin livstid. Dessa texter är ofta motsägelsefulla eftersom Tolkien ändrade uppfattning om språket efter hand som han utvecklade det. Det finns dessutom stora luckor i våra kunskaper om grammatiken eftersom de beskrivningar Tolkien efterlämnade inte är heltäckande och dessutom reflekterar den rådande uppfattningen om språket när de skrevs.
Många som studerar quenya väljer att fokusera på Tolkiens bild av grammatiken vid tillkomsten för Ringarnas herre och därefter. Även inom denna tidsperiod finns dock luckor samt smärre motsägelser och frågetecken.
Nedanstående beskrivning är för närvarande delvis baserad på analogibildningar och gissningar. Tolkiens efterlämnade texter ger en mer komplex, och inte lika fullständig, bild av quenyas grammatik.

## Tengwar
Huvudartikel: Tengwar
Tengwar (IPA: ['tɛŋgʷar]) (eller feanorisk skrift) är det skriftsystem som normalt används för Quenya.

## Substantiv
Substantiven är ganska väl och konsekvent beskrivna av Tolkien. Substantiv kännetecknas i quenya av att de böjs i numerus och kasus. Man kan särskilja tio kasus, varav ett försvann tidigt och två kan betraktas som kortformer av två andra kasus.

### Numerus
Quenya har fyra numerus: singularis, dualis, pluralis och partitiv pluralis. Singularis och pluralis används precis som på svenska. Dualis används för "naturliga par", som armar, ögon etc. Funktionen hos partitiv pluralis är litet oklar, men sägs ibland beteckna samtliga förekomster av någonting, eller åtminstone ett stort antal.

### Kasus
Samtliga exempel är hämtade från Tolkiens texter.
- Nominativ: Subjekt. Exempel: Elen síla "En stjärna skiner", Lassi lantar "Löv faller".
- Ackusativ: Direkt-objekt. Ersattes tidigt av nominativformerna.
- Genitiv: Objekts ursprung. Exempel: Indis i Ciryamo "Sjöfararens fru", Quenta Silmarillion "Berättelsen om silmarillerna".
- Dativ: Indirekt-objekt. Kan även betraktas som "kort allativ". Exempel: Enquantuva i yulma nin "Återfylla bägaren åt mig", Elenna-nóreo alcar enyalien "Stjärnlandets ära till minne".
- Instrumentalis: Objekt som används till något eller förorsakar något. Exempel: Lassi lantar súrinen "Löv faller i vinden", Wilwarin wilwa rámainen "En fjäril fladdrande på vingar".
- Possessiv:  Ägande eller beskrivande. Exempel: Róma Oroméva "Oromes horn", Yuldar miruvóreva "Klunkar av mjöd".
- Lokativ: Befintlighet på/i plats. Plats där. Exempel: Lóriendesse "I Lórien", Ondolisse "På klipporna".
- Allativ: Förflyttning till plats. Plats dit. Endorenna "Till Midgård", falmalinnar "(ner) på vågorna".
- Ablativ: Förflyttning från plats. Plats därifrån. Earello "Från havet", Hrestallo "Från stranden".
- Respektiv: Kasuset kallas även det mystiska kasuset. Inga säkra belägg finns, och dess användning är oklar. Kan även betraktas som "kort lokativ". Möjligt exempel: hendas *"i ögat".

### Deklinationer
|                | e-stammar (Plotz Letter) |           |              |            |
| Singular       | Dual                     | Plural    | Part. Plural |            |
| Nominativ      | lasse                    | lasset    | lassi        | lasseli    |
| Ackusativ      | lassé                    | lasset?   | lassi        | lasselí    |
| Genitiv        | lasseo                   | lasseto   | lassion      | lasselion  |
| Dativ          | lassen                   | lassent   | lassin       | lasselin   |
| Instrumentalis | lassenen                 | lassenten | lassinen     | lasselínen |
| Possessiv      | lasseva                  | lassetwa  | lassiva      | lasselíva  |
| Lokativ        | lassesse                 | lassetse  | lassessen    | lasselisse |
| Allativ        | lassenna                 | lassenta  | lassennar    | lasselinna |
| Ablativ        | lassello                 | lasselto  | lassellon    | lasselillo |
| Respektiv      | lasses                   | lassetes  | lassis       | lasselis   |

## Verb
|                      | Derivativa verb | Derivativa verb | Grundverb    | Grundverb |
| Singular             | Plural          | Singular        | Plural       |           |
| Infinitiv            | tulta           | tulta           | tire         | tire      |
| Aorist/Enkel presens | tulta           | tultar          | tire (tiri-) | tirir     |
| Presens kontinuativ  | tultea          | tultear         | tíra         | tírar     |
| Imperfekt            | tultane         | tultaner        | tirne        | tirner    |
| Futurum              | tultuva         | tultuvar        | tiruva       | tiruvar   |
| Perfekt              | utultie         | utultier        | itírie       | itírier   |

Det här är en neo-Quenya-rekonstruktion. J.R.R. Tolkien skrev inte det här.

## Pronomen

### Personliga pronomen
Personliga pronomen läggs till som ändelser efter verb. Dock ej om subjektet redan omtalats. Evt då som objektspronomen.
| Form                      | ---Kort--- | --Median-- | -Lång-     | Självständig |
| 1a sing.                  | -n         | -ne        | -nye       | ni, nye      |
| 2e sing.                  | -t         | /          | /          | tye          |
| 3e sing.                  | -(e)s      | -se        | /          | se           |
| 3e sing.                  | -s         | -sa        | /          | sa           |
| 3e sing. mask.            | -r         | /          | -ro        | /            |
| 3e sing. fem.             | -r         | /          | -re        | /            |
| 1a pl. ink.               | /          | /          | -lve, -lwe | /            |
| 1a pl. ex.                | /          | /          | -lme       | me           |
| 1a dual                   | /          | /          | -mme       | met          |
| 2a formellt               | -l         | -le        | -lye       | elye         |
| 2a pl.                    | -l         | -le        | -lle       | elle         |
| 3e pl. person             | -t         | -ta, -at   | /          | ta           |
| 3e pl. abstrakt eller sak | -t         | -te        | -nte       | te           |
| 3e pl. mask.              | /          | -ron/-lto  | /          | /            |
| 3e pl. fem.               | /          | -ren       | /          | /            |

- '-nte' använd för tre personer när subjektet inte blivit omtalat.